# Lozova (okręg Gałacz)
Lozova – wieś w Rumunii, w okręgu Gałacz, w gminie Braniștea. W 2011 roku liczyła 12 mieszkańców.